# Cervus elaphus barbarus
Sous-espèce
Le cerf de Barbarie (Cervus elaphus barbarus), ou aussi appelé , est une sous-espèce du cerf élaphe que l'on retrouve en Afrique du Nord, au Maghreb. Ce cerf au bord de l'extinction est le seul représentant autochtone de Cervidae en Afrique, les autres espèces de cervidés présentes sur le continent (daims, cerfs rusa, sambars et cerfs axis) y étant introduites par l'homme. 
Des analyses génétiques récentes indiquent que les populations de cerfs d'Afrique du Nord sont pratiquement impossibles à distinguer de celle de Sardaigne (Italie) et de la population réintroduite en Corse (France), généralement attribuée à Cervus elaphus corsicanus. Une évaluation récente considère que toutes ces populations appartiennent à une espèce distincte qui, selon les règles
prioritaires de la nomenclature serait appelée "Cervus corsicanus".

## Description

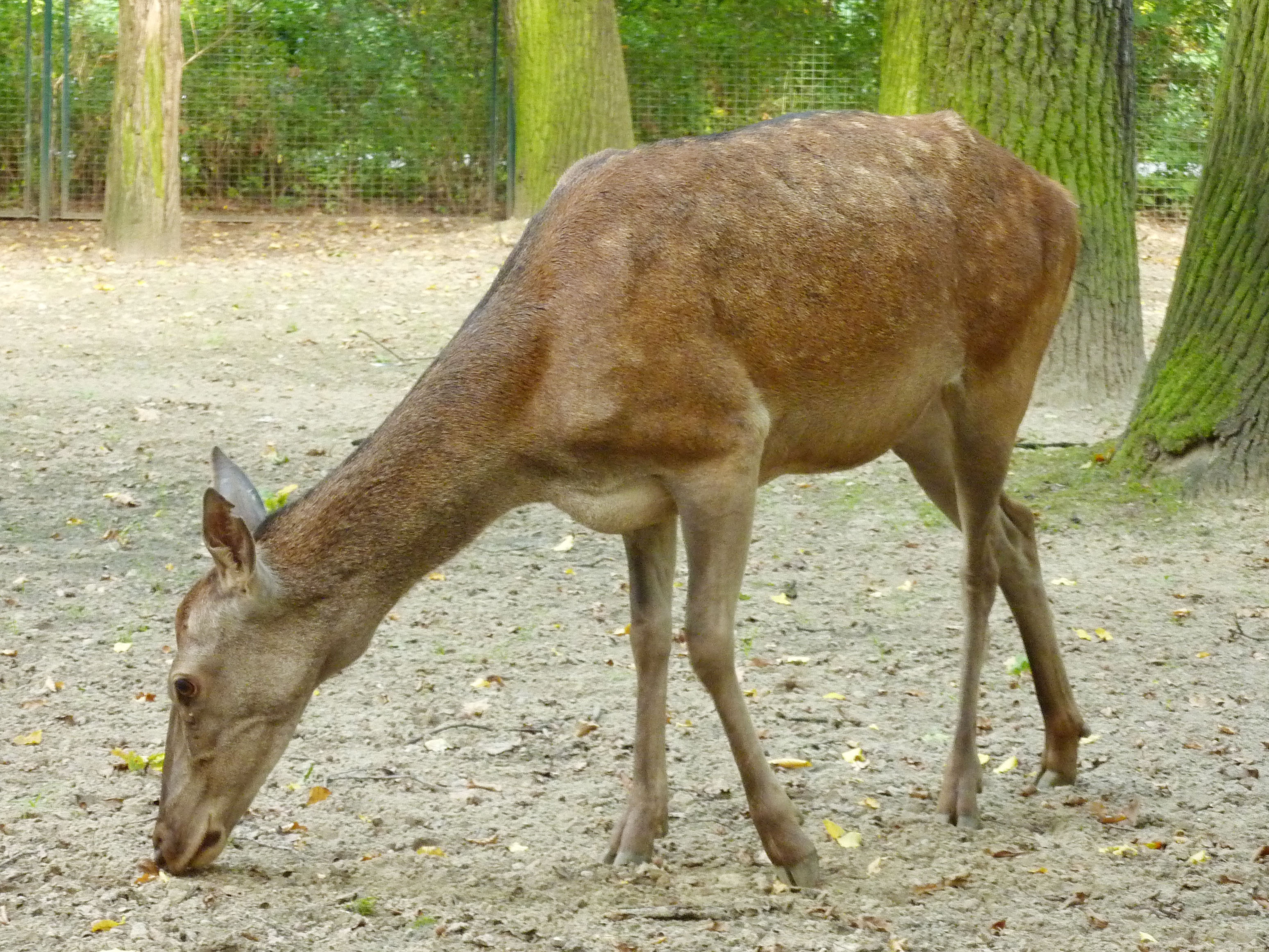
Une femelle cerf de Barbarie au Tierpark Berlin. On remarque les taches très visibles sur ce spécimen

Un peu plus petit que le cerf élaphe d'Europe centrale. Pelage estival brun roux clair avec sur le corps des rangées peu ou pas visibles de taches blanches présentes toute la vie du cerf. Pelage hivernal brun foncé. Daguets généralement brun-roux. Formule dentaire de 34 dents. Glandes préorbitaires, tarsiennes, interdigitales (celles-ci seulement aux pattes postérieures), sous-caudales et péri-caudales présentes. Le mâle a des glandes mentonnières et la femelle des glandes sus-orbitaires. 4 mamelles. Pas de vésicule biliaire. Les bois des mâles adultes atteignent 80 cm de long (écart interne de 65 cm et record établi de 98,7 cm) ; perlures médiocres ; bois brun foncé châtain ; 4 à 6 andouillers par bois, normalement 8 pointes ; parfois de faibles surandouillers, empaumures à 3 pointes ou en couronnes.

## Dimensions
Longueur (queue non comprise) : 130 à 140 cm pour les mâles et 90 à 100 pour les femelles
Queue : 15 cm
Poids : 150–225 kg pour les mâles et 100-150 pour les femelles.

## Répartition et habitat

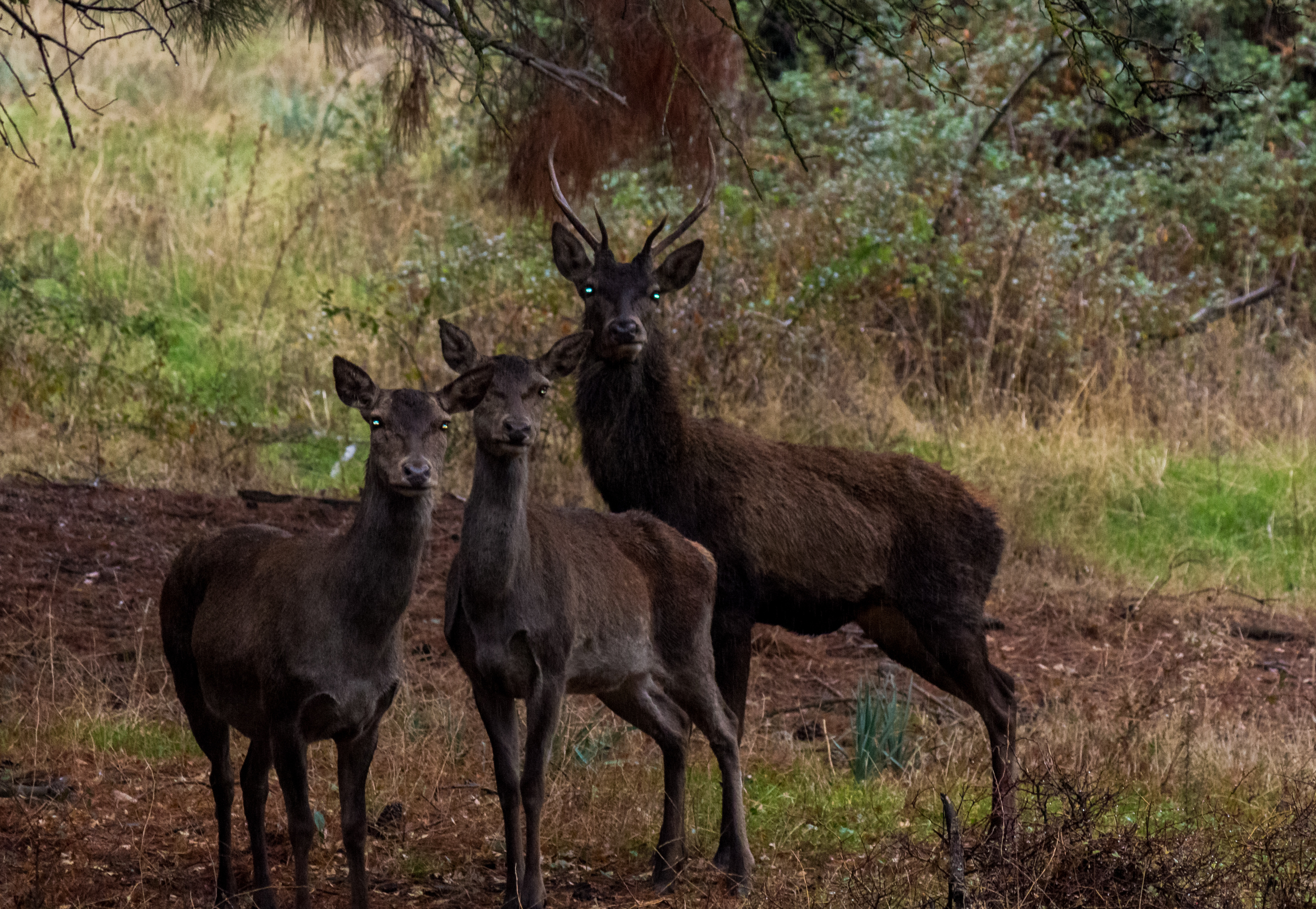
Cerf de barbarie dans le parc national d'El Feija (Tunisie).

On le trouve en Afrique du Nord au Maghreb, plus spécifiquement au nord-est de l'Algérie et au nord-ouest de la Tunisie. Sa présence est certaine en Algérie, où il existe dans plusieurs wilayas de l'Est du pays, faisant l'objet d'un inventaire continu. Il vit dans les forêts méditerranéennes, collines ou petites montagnes de 800 m mais rarement au-dessus de 1 200 m. 

Il a été relâché en 1994 dans le parc national de Tazekka au Maroc et en 2023 dans le Parc national d'Ifrane.

## Territoire
Il n'a pas de véritable territoire, en dehors du rut, mâles et femelles ont des remises distinctes. Au début de l'été, il gagne les pâturages de l'Atlas et en automne redescend dans les vallées et les dépressions fluviales.

## Activité
Il est plutôt diurne mais mange souvent la nuit dans les champs et prairies.

## Soins corporels

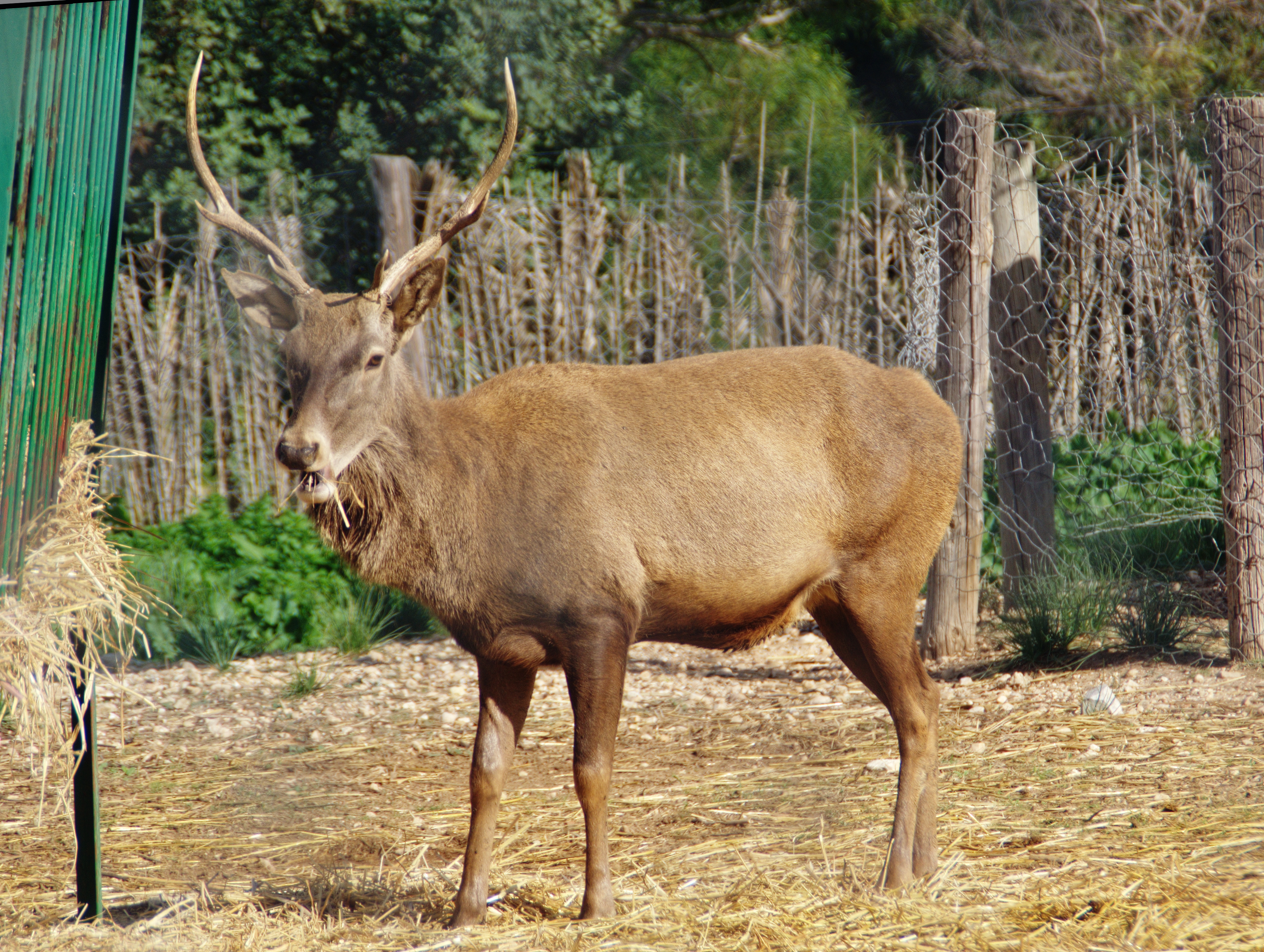
Cerf de Barbarie au parc animalier de Friguia, en Tunisie

À l'occasion, se gratte l'avant-train avec les pattes postérieures, se lèche les pattes, s'ébroue, se frotte contre un arbre, se roule par terre, et par temps chaud (surtout les mâles) se souille dans une mare ou un bourbier. Après la croissance du bois, enlève le velours en le frottant contre arbres et buissons.

## Sons
Le jeune lance un cri aigu (cri de contact), crie plaintivement (je d'anxiété), appele ije (signal de reconnaissance pour sa mère), gémit comme un gond rouillé quand il est seul. la mère lui répond (meuh), et en rut lance un fff nasal. En rut, le brame est sur un ton aigu pour les jeunes et d'un ton grave pour les mâles âgés et manifeste sa joie par des cris plus ou moins forts. Il poursuit la biche en chaleur avec des heu-heu-heu hachés. Cri d'alarme et d'effroi ouo ouo bref ; le cri de contact des deux sexes est aiengh.

## Sens
Odorat très fin, ouïe bonne, vue médiocre adapté à la détection des mouvements, perçoit les couleurs.

## Prédateurs
Jadis le lion de l'Atlas, aujourd'hui le léopard de Barbarie, il arrive que des loups dorés en meute s'attaquent à des biches. Mais c'est surtout l'Homme qui le chasse.

## Alimentation
Il se nourrit de plantes herbacées, de champignons, de baies, de pousses d'arbustes et d'arbres, de jeunes feuilles et d'herbes de prairie.

## Comportement social
Pendant le rut les deux sexes vivent ensemble mais sinon hors rut les mâles sont à l'écart des femelles suitées (faons, jeunes et âgés) qui forment une harde familiale.

## Reproduction
Rut de début septembre à fin octobre. Mâles et femelles se rencontrent dans des clairières. Mise bas fin avril à début juin. Gestation de 235 jours; un faon par portée, jumeaux rares, Le faon reste couché et dissimulé 2 à 3 semaines dans des hautes herbes puis suit constamment sa mère. Le sevrage se fait quand la biche est à nouveau en chaleur.
Les petits atteignent la maturité sexuelle à 1 ans et demi. Ils vivent le plus souvent de 12 à 15 ans, parfois 20 ans en captivité.

## Menace
Jadis au bord de l'extinction, le cerf de Barbarie a connu un accroissement important de sa population notamment grâce aux efforts fournis par le Centre cynégétique de Zéralda en Algérie et des parcs nationaux, ainsi que dans l’Atlas marocain (Atlas occidental)[réf. nécessaire].
Présents en captivité dans deux zoos (zoo de San Diego et Tierpark Berlin) en dehors de son aire de répartition et dans quelques zoos au Maghreb avec des reproductions nombreuses et importantes comme au zoo de Rabat, la situation semble être beaucoup plus apte à la survie du taxon malgré le fait que les populations sauvages restent généralement assez petites et seulement présentes dans certaines zones très spécifiques ou encore que le braconnage exerce encore aujourd'hui une pression notable pour la survie de ces dernières.